# Basket Liga Kobiet 2019/2020
Energa Basket Liga Kobiet 2019/2020 – 88. edycja rozgrywek o tytuł mistrza Polski w koszykówce kobiet, organizowany przez Polski Związek Koszykówki.
Rozgrywki zostały przerwane po 21. kolejkach z powodu pandemii COVID-19, w związku z czym triumfatorem rozgrywek została Arka Gdynia.

## Drużyny
- 1KS Ślęza Wrocław
- Arka Gdynia
- Artego Bydgoszcz
- AZS Uniwersytet Gdański
- CCC Polkowice
- CosinusMED Widzew Łódź
- DGT Politechnika Gdańska
- Enea AZS Poznań
- Energa Toruń
- InvestInTheWest Enea Gorzów Wielkopolski
- Pszczółka Polski-Cukier AZS-UMCS Lublin
- Wisła Kraków

## Sezon zasadniczy

### Tabela końcowa
awans do play-off
     spadek z ligi
| Lp. | Drużyna                                  | M  | Mecze | Mecze | Punkty | Punkty | Punkty | Punkty   | Pkt |
| Lp. | Drużyna                                  | M  | W     | P     | +      | -      | +/-    | Stosunek | Pkt |
| --- | ---------------------------------------- | -- | ----- | ----- | ------ | ------ | ------ | -------- | --- |
| 1.  | Arka Gdynia                              | 21 | 0     | 21    | 1665   | 1259   | +406   | 1.0000   | 42  |
| 2.  | Artego Bydgoszcz                         | 21 | 17    | 4     | 1659   | 1396   | +263   | 0.8095   | 38  |
| 3.  | InvestInTheWest Enea Gorzów Wielkopolski | 21 | 16    | 5     | 1744   | 1445   | +299   | 0.7619   | 37  |
| 4.  | Pszczółka Polski-Cukier AZS-UMCS Lublin  | 21 | 14    | 7     | 1562   | 1467   | +95    | 0.6667   | 35  |
| 5.  | CCC Polkowice                            | 21 | 13    | 8     | 1619   | 1369   | +250   | 0.6190   | 34  |
| 6.  | 1KS Ślęza Wrocław                        | 21 | 12    | 9     | 1467   | 1344   | +123   | 0.5714   | 33  |
| 7.  | Wisła Kraków                             | 21 | 10    | 11    | 1365   | 1372   | -7     | 0.4762   | 31  |
| 8.  | DGT Politechnika Gdańska                 | 21 | 7     | 14    | 1361   | 1646   | -285   | 0.3333   | 28  |
| 9.  | CosinusMED Widzew Łódź                   | 21 | 6     | 15    | 1469   | 1593   | -124   | 0.2857   | 27  |
| 10. | Enea AZS Poznań                          | 21 | 4     | 17    | 1272   | 1645   | -373   | 0.1905   | 25  |
| 11. | Energa Toruń                             | 21 | 3     | 18    | 1321   | 1669   | -348   | 0.1429   | 24  |
| 12. | AZS Uniwersytet Gdański                  | 21 | 3     | 18    | 1347   | 1646   | -299   | 0.1429   | 24  |

### Statystyki po sezonie zasadniczym

#### Liderki statystyk indywidualnych według średniej
| Kategoria                  | Zawodnik         | Klub                                            | Wynik  |
| -------------------------- | ---------------- | ----------------------------------------------- | ------ |
| Punkty                     | Kahleah Copper   | PolskaStrefaInwestycji Enea Gorzów Wielkopolski | 24,32  |
| Zbiórki                    | Laura Miškinienė | Artego Bydgoszcz                                | 11,90  |
| Asysty                     | Chloe Wells      | Wisła Kraków                                    | 6,70   |
| Przechwyty                 | Chloe Wells      | Wisła Kraków                                    | 2,90   |
| Bloki                      | Latoya Williams  | Energa Toruń                                    | 1,93   |
| Straty                     | Presley Hudson   | DGT AZS Politechnika Gdańska                    | 3,33   |
| Faule                      | Artemis Spanu    | CCC Polkowice                                   | 3,20   |
| Czas gry                   | Cierra Burdick   | 1KS Ślęza Wrocław                               | 34:55  |
| Skuteczność z gry          | Cheridene Green  | InvestInTheWest Enea Gorzów Wielkopolski        | 62,20% |
| Skuteczność rzutów wolnych | Presley Hudson   | DGT AZS Politechnika Gdańska                    | 97,70% |
| Skuteczność za 3           | Karina Michałek  | Artego Bydgoszcz                                | 50,00% |
| Eval                       | Laura Miškinienė | Artego Bydgoszcz                                | 24,90  |

#### Rekordy
| Kategoria        | Zawodnik         | Klub                                    | Wynik |
| ---------------- | ---------------- | --------------------------------------- | ----- |
| Punkty           | Alexis Peterson  | Pszczółka Polski-Cukier AZS-UMCS Lublin | 40    |
| Zbiórki          | Laura Miškinienė | Artego Bydgoszcz                        | 20    |
| Asysty           | Dominika Fiszer  | 1KS Ślęza Wrocław                       | 15    |
| Przechwyty       | Chloe Wells      | Wisła Kraków                            | 10    |
| Bloki            | Weronika Telenga | Energa Toruń                            | 6     |
| Celne rzuty za 3 | Elżbieta Międzik | Artego Bydgoszcz                        | 6     |

#### Liderki statystyk drużynowych według średniej
| Kategoria                    | Klub                                     | Wynik  |
| ---------------------------- | ---------------------------------------- | ------ |
| Punkty                       | InvestInTheWest Enea Gorzów Wielkopolski | 83,10  |
| Zbiórki                      | InvestInTheWest Enea Gorzów Wielkopolski | 45,90  |
| Asysty                       | CCC Polkowice                            | 21,10  |
| Przechwyty                   | Wisła Kraków                             | 9,29   |
| Bloki                        | Arka Gdynia                              | 4,52   |
| Straty                       | Energa Toruń                             | 19,50  |
| Skuteczność z gry            | Artego Bydgoszcz                         | 47,50% |
| Skuteczność z rzutów wolnych | Artego Bydgoszcz                         | 80,30% |
| Skuteczność za 3             | Artego Bydgoszcz                         | 41,90% |